# Euploea swainson
Euploea swainson är en fjärilsart som beskrevs av Jean Baptiste Godart 1823. Euploea swainson ingår i släktet Euploea och familjen praktfjärilar. IUCN kategoriserar arten globalt som nära hotad. Inga underarter finns listade i Catalogue of Life.